# Eko Atlantic
Eko Atlantic, oficiamente Eko Atlantic Economic City, também conhecida como Eko Atlantic City, ou as iniciais E.A.C. e E.A., é uma cidade planejada no estado de Lagos, na Nigéria, que está sendo construída na terra recuperada do Oceano Atlântico. Após a conclusão, a nova península, que ainda está em desenvolvimento está antecipando pelo menos 250.000 residentes e um fluxo diário de 150.000 passageiros. O desenvolvimento também terá um impacto ambiental positivo, uma vez que irá ajudar a parar a erosão do litoral do estado de Lagos.
A cidade fica ao lado do distrito ilha de Victoria, da cidade de Lagos e a área da Fase 1 de Lekki, ao norte, enquanto toda a fronteira ocidental, oriental e meridional é um litoral. Eko Atlantic deverá aumentar como a próxima geração de bens no continente africano; tendo um total de 10 distritos, espalhados por uma área de terra de aproximadamente 10 quilômetro quadrados, a cidade irá satisfazer as necessidades para as acomodações financeiras, comerciais, residenciais e turísticas, com um estado da arte de alta tecnologia infra-estrutura em linha com os padrões modernos e ambientais.
O desenvolvimento de Eko Atlantic está sendo realizado como uma parceria público-privada, com empresas privadas e investidores que fornecem o financiamento, ao passo que o governo do estado de Lagos é um parceiro estratégico, com o apoio do Governo Federal. Os contratantes são China Communications Construction Group, uma empresa que trabalha na área de dragagem marinha e operação do aterro. Os consultores são Real Haskoning (tráfego e conhecimento de transporte) e ar+h Architects. South Energyx Nigeria Ltd. uma subsidiária do Chagoury group foi criado especificamente para realizar o desenvolvimento. O sistema de defesa do mar teve lugar no DHI Institute em Copenhagen, Dinamarca, onde os modelos foram testados com sucesso para tempestades um em uma centena de anos picos do oceano, e um em cada 120 anos, um em 150 anos e um em cada 1.000 anos

## Visão geral
Eko Atlantic irá satisfazer as necessidades para as acomodações financeiras, comerciais, residenciais e turísticas, com um estado da arte de alta tecnologia infra-estrutura em linha com os padrões modernos e ambientais. Essas normas vão oferecer aos moradores da cidade, água de qualidade, gestão de resíduos moderna, sistemas de segurança e transporte. A cidade também terá uma fonte independente de energia gerada especificamente para a cidade.
O projeto Eko Atlantic City recebeu atenção mundial em 2009, como o governo do estado de Lagos e os seus parceiros do setor privado sobre o Projeto, South Energyx, recebeu o Certificado de compromisso Clinton Global Initiative.

### Distritos
Eko Atlantic é o mestre-planejado para conter dez distritos que são os seguintes:
- Harbour Lights
- Business (distrito)
- Marina
- Downtown
- Ilha Eko
- Avenues
- Four Bridges
- Eko Drive
- East Side Marina
- Ocean Front

## Marcos importantes
Em maio de 2009, enquanto o projeto ainda estava em fase de dragagem, sobre 3 000 000 metro cúbicos (3 900 000 cu yd) foi enchido de areia e colocado na área de recuperação, enquanto cerca de 35.000 toneladas de rocha foram entregues no sítio.  Em certas partes do Bar Beach a terra que está sendo recuperada já pode ser vista. Dragas estão trabalhando contra o relógio para encher o local com areia.
Em 21 de Fevereiro de 2013, uma cerimônia de dedicatória foi realizada no aterro de Eko Atlantic, com Goodluck Jonathan, Bill Clinton, Babatunde Fashola, Bola Tinubu, Aminu Tambuwal, e Ibikunle Amosun assistindo.
Em março de 2014, David Frame, diretor da South Energyx Nigeria Ltd, a empresa responsável pelo desenvolvimento, confirmou que "A primeira torre residencial vai abrir em 2016".

## Crítica

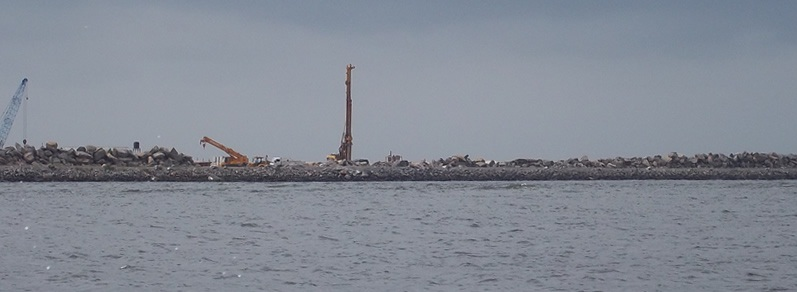
Shoreline of Eko Atlantic under construction (2011)

O projeto Eko Atlantic tem sido criticado por moradores locais que vivem nas proximidades, dizendo que as obras de construção em curso causaram erosão costeira e elevação do oceano; como a água do oceano eleva através de áreas de estar, inundando estradas de acesso e levando para baixo postes de eletricidade e obrigando os moradores a realocar. O Governo do Estado de Lagos também está sendo criticado por não envolver as pessoas no projeto.
Em agosto de 2012, o Oceano Atlântico subiu e transbordou, varrendo 16 pessoas no oceano Atlântico, matando várias pessoas e inundações na praia Kuramo, ilha Victoria e outras áreas. De acordo com um especialista em meio ambiente, "o aumento do oceano ocorreu como resultado da falha dos contratantes em manusear o enchimento de areia, atividades da proposta Atlantic Ocean City, para colocar no lugar medida que reduziria o efeito do estabilizador sobre o ambiente". O capítulo do estado de Lagos do Partido Democrático Popular da Nigéria (PDP) emitiu uma declaração oficial, culpando a ACN que o enchimento de areia feito pelo governo do estado levou ao aumento do oceano. O partido chamou para uma parada no projeto Eko Atlantic e compensação imediata às famílias enlutadas.

## Outras leituras
- Brown, Brad (5 de junho de 2012). «Nigeria's most populous state poised to become a metropolis». South Florida Times. Florida, Estados Unidos. Consultado em 23 de junho de 2012
- Iroegbu-Chikezie, Okwy. «A city behind walls». The Nation. Lagos, Nigéria. Consultado em 23 de junho de 2012
- Akinsanmi, Gboyega (28 de maio de 2012). «'Eko Atlantic City'll Generate 150,000 Jobs'». Thisday. Lagos, Nigéria. Consultado em 23 de junho de 2012
- Tautou, Annabel (21 de abril de 2012). «Africa Working On World's Biggest Project». French Tribune. Bouches-du-Rhône, Franca. Consultado em 23 de junho de 2012
- Onyema, I. C. (18 de setembro de 2012). «That Kuramo Beach ocean surge». Business Day. Lagos, Nigéria. Consultado em 11 de outubro de 2012
- New Yorker (magazine). 2013 artigo
- Wall Street Journal. 2013 artigo
- The Guardian (UK). 2014 artigo